# أنخيل رانخيل
أنخيل رانخيل (Àngel Rangel) (28 أكتوبر 1982 في سان كارلوس دي لا رابيتا في إسبانيا - )؛ هو لاعب كرة قدم كان يلعب كمدافع.

## وصلات خارجية
- أنخيل رانخيل على موقع قاعدة بيانات كرة القدم.إي يو (الإنجليزية)
- أنخيل رانخيل على موقع Soccerbase.com (لاعب) (الإنجليزية)
- أنخيل رانخيل على موقع Soccerway.com (الإنجليزية)
- أنخيل رانخيل على موقع عالم كرة القدم.نت (الإنجليزية)
- أنخيل رانخيل على موقع AS.com (الإسبانية)